# Microlicia catolensis
Microlicia catolensis är en tvåhjärtbladig växtart som beskrevs av Woodgyer och Daniela Cristina Zappi. Microlicia catolensis ingår i släktet Microlicia och familjen Melastomataceae. Inga underarter finns listade i Catalogue of Life.